# Михаил Радулов
Михаил Цветанов Радулов е български свещеник и революционер.

## Биография
Роден е през 1852 година в село Голямо Белово, област Пазарджик. През 1876 година е председател на Частния революционен комитет в Голямо Белово и участник в Априлското въстание. В 1876 – 1878 година е в Пазарджишкия и Софийския затвор. Той е сред основателите и пръв председател на читалище „Искра“ (1874). Занимава се и със земеделие и търговия. Умира през 1917 година в село Голямо Белово.